# Pujo (okres)

Okres Pujo na mapě Jižní Korey (rovněž zvýrazněna celá provincie Jižní Čchungčchong)

Okres Pujo (korejsky 부여군 – Pujŏ gun) je okres v provincii Jižní Čchungčchong v Jižní Koreji. Má rozlohu přibližně 624 čtverečních kilometrů a k roku 2014 v něm žilo bezmála dvaasedmdesát tisíc obyvatel.

## Poloha
Okres Pujo leží přibližně 33 kilometrů východně od pobřeží Žlutého moře a 43 kilometrů západně od Tedžonu. V severojižním směru jím protéká a půlí ho řeka Kumgang, která se posléze stáčí k západu a ústí do moře.
Pujo leží u jižního hranice provincie Jižní Čchungčchong a jihu tak hraničí s provincií Severní Čolla. Dále sousedí v rámci Jižního Čchungčchongu na jihozápadě s okresem Sočchon, na západě s územím města Porjong, na severu s okresem Čchongjang, na severovýchodě s územím města Kongdžu a na východě s územím města Nonsan.